# Dolores Araujo
José Dolores Araujo ist ein ehemaliger mexikanischer Fußballspieler, der im defensiven Mittelfeld agierte und von 1941/42 bis 1949/50 bei der UD Moctezuma unter Vertrag stand.

## Leben
Sein einziges nachgewiesenes Tor in der seinerzeit offiziell noch als Amateurveranstaltung ausgetragenen Liga Mayor gelang ihm am ersten Spieltag der Saison 1941/42 beim 6:2-Sieg der Cerveceros (den Bierbrauern) gegen den Hauptstadtverein Club América am 10. August 1941. Zwei Jahre später unterliefen Araujo innerhalb von nur drei Monaten zwei Eigentore: das erste am 19. September 1943 im Pokalfinale gegen den CF Atlante zwang seine Mannschaft in die Verlängerung, in der sie sich letztendlich aber noch mit 5:3 durchsetzen konnte. Das zweite geschah am 19. Dezember 1943 in der Eröffnungssaison der Profiliga bei der 1:3-Niederlage beim Club Deportivo Guadalajara.
Araujo gewann mit den Cerveceros zweimal den mexikanischen Pokalwettbewerb (1943 und 1947) und einmal den Supercup (1947).